# Мост Джорджа Вашингтона (Сиэтл)
Мост Джорджа Вашингтона (англ. George Washington Memorial Bridge) — консольный мост в Сиэтле США. Мост также известен под названием «Аврора», этот мост является одним из самых популярных мест самоубийств, по количеству совершенных здесь самоубийств мост «Аврора» занимает второе место среди всех мостов США.

## Самоубийства

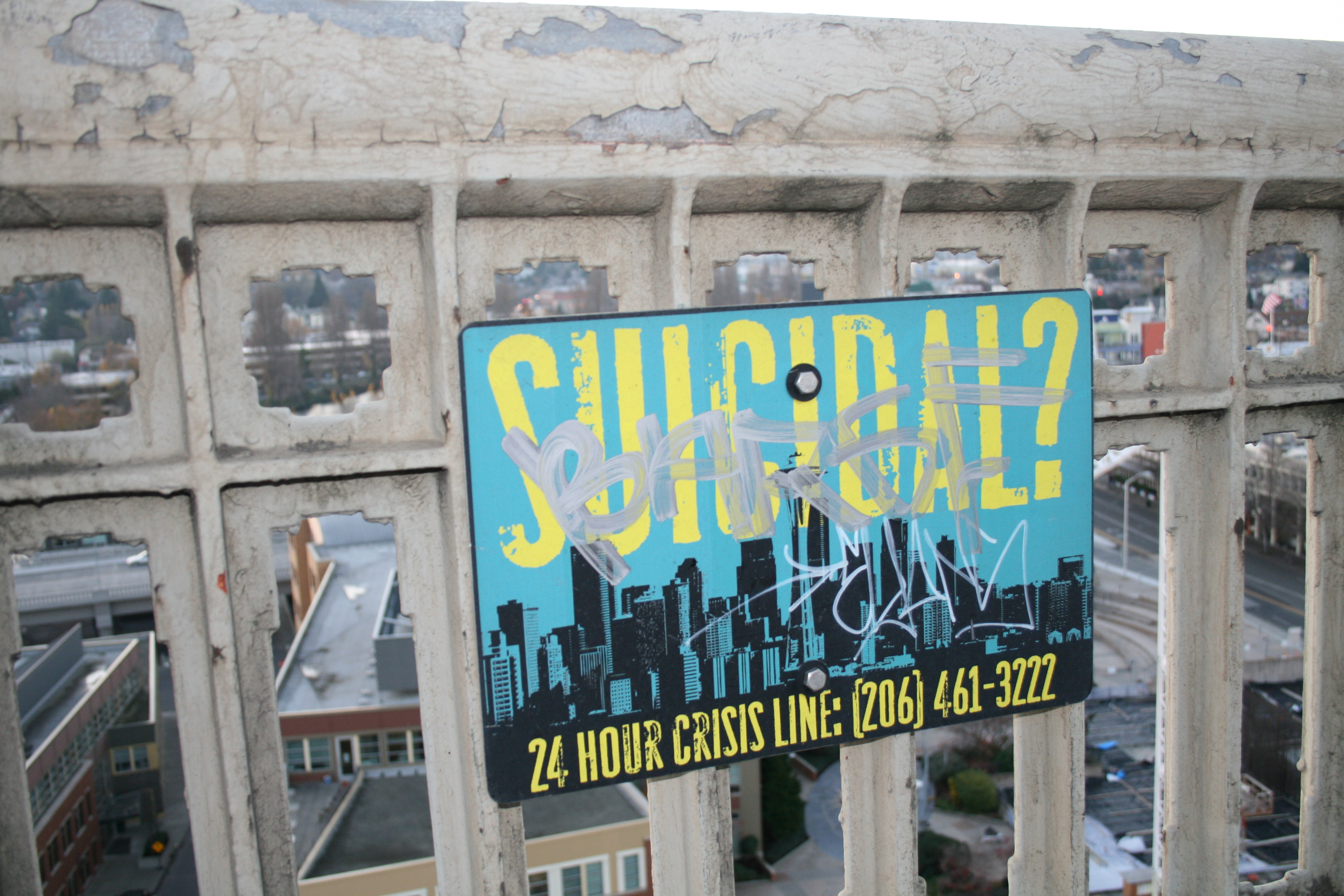
Табличка горячей линии суицидников.

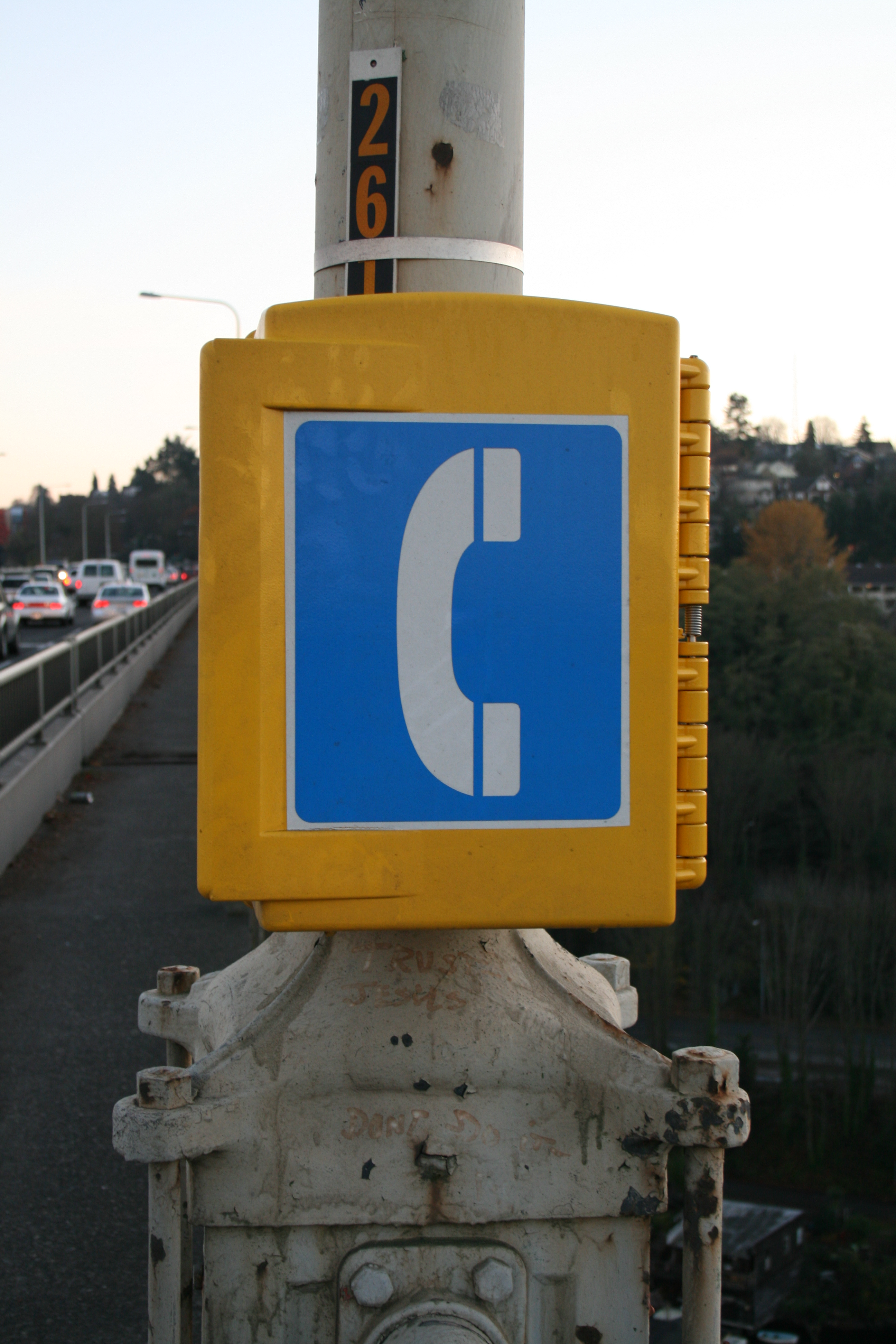
Один из шести экстренных телефонов.

Высота моста и доступ к нему пешеходов сделали его популярным местом для самоубийств. С момента строительства было совершенно более 230 самоубийств, почти 50 смертей произошли за десятилетие с 1995 по 2005 год. Первое самоубийство произошло в январе 1932 года, когда с моста прыгнул продавец обуви.
Несмотря на силу удара самоубийцы иногда остаются живыми после прыжка с моста, но с серьезными травмами. На мосту размещены многочисленные сообщения о высоком уровне самоубийств на мосту, многие из них призывают к предотвращению самоубийств и получению помощи. На мосту размещены шесть телефонов экстренной помощи и 18 знаков, побуждающих людей обратиться за помощью, а не прыгать.